# Wendlandia jingdongensis
Wendlandia jingdongensis är en måreväxtart som beskrevs av Wei Chiu Chen. Wendlandia jingdongensis ingår i släktet Wendlandia och familjen måreväxter. Inga underarter finns listade i Catalogue of Life.